# École supérieure d'ingénieurs des travaux de la construction de Paris
L’École supérieure d'ingénieurs des travaux de la construction de Paris, ou ESITC Paris, est l'une des 204 écoles d'ingénieurs françaises accréditées au 1er septembre 2020 à délivrer un diplôme d'ingénieur.
Située à Arcueil, elle forme en cinq ans après le Baccalauréat des ingénieurs spécialisés dans le BTP.
Anciennement connue sous le nom de ESITC Cachan, cette école a emménagé dans son nouveau campus en septembre 2017. Elle propose à travers différents cursus une formation ingénieur de qualité pour répondre aux attentes du secteur du BTP.

## Cursus
À travers un cursus de 5 ans et des matières en rapport au futur de ses ingénieurs, l'ESITC Paris forme de futurs ingénieurs travaux pouvant travailler aussi bien sur le terrain que dans les bureaux de direction. Une formation par alternance est également proposée sur le cycle Ingénieur.
Les deux premières années au sein de l'école sont dites année préparatoire mettant en avant les matières scientifiques mais permettant également de découvrir le secteur du BTP à l'aide de matières spécialisées.
En 4e année, un semestre à l'étranger est proposé par l'école à travers des écoles partenaires autour du monde.
En 5e année, la formation se divise en deux spécialité : le bâtiment et les travaux publics.

## Admission
Cette école propose trois phases d'admission :
- La première phase, dite phase Parcoursup est accessible Post-Bac à travers un concours écrit ainsi qu'un entretien devant des professionnels du secteur.
- Une admission est également possible en début de seconde année après une classe préparatoire MPSI/ PCSI/ TSI/ ou de BTS/DUT en Génie Civil
- La dernière possibilité de rejoindre l'école se fait en troisième année à travers deux filières : la filière dite classique de cycle ingénieur et la filière professionnelle permettant d'obtenir un diplôme d'ingénieur en alternance.

## Associations
L'ESITC Paris compte sur ses étudiants de 4e année pour faire vivre la vie étudiante à travers différentes associations :
- La Junior ESITC Études[3], permettant de mettre en application les matières enseignées à l'école au service des entreprises. Ces dernières peuvent compter sur des étudiants appliqués pour réaliser diverses missions tel que des plans, des métrés, des études, etc.
- Le Bureau Des Élèves, association majeur des grandes écoles, elle gère le relationnel entre les étudiants, avec les entreprises marraines de promotion et organise des événements pour mettre en valeur l'école auprès des étudiants. Ce dernier organise également des visites de chantier pour permettre aux étudiants de découvrir le terrain. Représenté par Aurore BOURRET en qualité de Présidente durant l'année 2023-2024.
- Le Bureau Des Arts à travers d'événements culturels et de visite de monuments permet aux élèves de parfaire leur culture générale.
- Le Bureau Des Sports fait partager la cohésion d'équipes entre les promotions à travers des sports tel que le rugby, le foot, le hand, etc.

## Stages
La force de l'ESITC Paris est les opportunités de stage à l'aide de majors du BTP partenaires de l'école. Durant ces 5 ans de formation, c'est environ un an de stage qu'il est permis de réaliser au sein des entreprises du secteur. Ces stages se décomposent de la manière suivante :
- Un stage ouvrier de 1 à 2 mois en fin de première année
- Un stage conduite de travaux de 4 à 6 mois en début de troisième année
- Un stage en bureau d'études d'une durée de 2 mois minimum entre la troisième et la quatrième année
- Un stage de fin d'études lors du second semestre de cinquième année, qui permet de concrétiser un projet de fin d'études nécessaire à l'obtention du diplôme.

## Pour approfondir